# Myzomela erythrina
Myzomela erythrina (медовичка бісмарцька) — вид горобцеподібних птахів родини медолюбових (Meliphagidae). Ендемік Папуа Нової Гвінеї. Раніше вважався підвидом темної медовички, однак був визнаний окремим видом у 2021 році.

## Підвиди
Виділяють чотири підвиди:
- M. e. erythrina Ramsay, EP, 1877 — острів Нова Ірландія;
- M. e. erythrina Salomonsen, 1966 — острів Новий Гановер[en];
- M. e. erythrina Mayr, 1955 — острів Табар[en];
- M. e. vinacea Salomonsen, 1966 — острів Дьяул[en].

## Поширення і екологія
Бісмарцькі медовички мешкають на островах архіпелагу Бісмарка. Вони живуть у вологих тропічних лісах.